# Battalus semiflavus
Battalus semiflavus is een spinnensoort uit de familie van de loopspinnen (Corinnidae).
De wetenschappelijke naam van de soort werd in 1896 als Medmassa semiflava gepubliceerd door Eugène Simon.